# Женская сборная Хорватии по гандболу
Женская сборная Хорватии по гандболу — национальная сборная Хорватии, выступающая на чемпионатах Европы и мира по гандболу среди женщин, а также на Олимпийских играх. Управляется Федерацией гандбола Хорватии. Чемпион Средиземноморских игр 1993 года. Бронзовый призёр чемпионата Европы 2020 года. Участницы летних Олимпийских игр 2012 года в Лондоне. 

## Результаты

### Олимпийские игры
- 2012 — 7-е место (Четвертьфинал)

### Чемпионаты мира
- 1995 — 10-е место
- 1997 — 6-е место
- 2003 — 14-е место
- 2005 — 11-е место
- 2007 — 9-е место
- 2011 — 7-е место
- 2021 — 18-е место
- 2023 — 14-е место

### Чемпионаты Европы
- 1994 — 5-е место
- 1996 — 6-е место
- 2004 — 13-е место
- 2006 — 7-е место
- 2008 — 6-е место
- 2010 — 9-е место
- 2012 — 13-е место
- 2014 — 13-е место
- 2016 — 16-е место
- 2018 — 16-е место
- 2020 —
- 2022 — 10-е место
- 2024 — 19-е место